# The Rip Van Winkle Caper
The Rip Van Winkle Caper este episodul 60 al serialului american Zona crepusculară. A fost difuzat inițial pe 21 aprilie 1961 pe CBS.

## Intriga
Pentru a nu fi capturați de oamenii legii după ce au furat lingouri de aur în valoare de 1 milion de dolari dintr-un tren, o bandă alcătuită din patru hoți - De Cruz (specialist în demolări), Brooks (specialist în arme e foc), Erbie (inginer mecanic) și Farwell (om de știință și liderul grupului) - se ascunde într-o peșteră secretă din Valea Morții, California. Farwell le explică celor trei parteneri că a proiectat  camere de animație suspendată, în care vor dormi timp de aproximativ 100 de ani, adică până în 2061, pentru a scapă de autorități și a comercializa liniștiți marfa furată. DeCruz privește cu îndoială planul propus, însă în cele din urmă toți patru cad de acord să-l pună în aplicare.
Când se trezesc, aceștia descoperă rămășițele lui Erbie, care a încetat din viață după ce o piatră i-a crăpat camera de animație suspendată. De Cruz este dispus să păzească aurul din spatele camionului, însă Brooks nu are încredere în el și îi propune să conducă mașina. De Cruz îl ucide pe Brooks cu camionul, dar când frânele cedează, acesta sare din vehicul și mașina cade într-o prăpastie. Farwell și De Cruz sunt nevoiți să străbată deșertul în toiul verii, transportând în spate cât de mult aur pot.
Pe parcurs, Farwell realizează că și-a pierdut bidonul cu apă, iar De Cruz îi permite să bea din bidonul său în schimbul unui lingou de aur. Când rămân cu puțină apă și prețul crește la două lingouri, Farwell îl lovește mortal pe De Cruz. Își continuă drumul, abandonând treptat lingourile, care devin o povară din ce în ce mai mare. În cele din urmă, slăbit și deshidratat, se prăbușește.
Farwell își revine și descoperă că un bărbat lângă el. Acesta îi oferă ultimul său lingou de aur pentru niște apă și o călătorie până în cel mai apropiat oraș, dar moare înainte ca bărbatul să-i poată răspunde. Bărbatul se întoarce la mașina sa și îi spune soției sale că este mort. Acesta consideră ciudat faptul că Farwell i-a oferit un lingou de aur de parcă ar avea valoare. Femeia își amintește că oamenii foloseau în trecut aurul pe post de bani, dar bărbatul menționează că elementul și-a pierdut orice valoare, când s-a descoperit un procedeu prin care poate fi fabricat.